# Mapa de danos
O mapeamento de danos é um instrumento, empregado na execução de projetos de intervenções, conservação e restauro de edificações históricas, é o processo de chegar a um resultado importante para identificar e locar as avarias e estados em que se encontram essas construções. O uso de mapeamento de danos nesses projetos é essencial, pois existem diversidades e heterogeneidades dos elementos estruturais e materiais constituintes de construções históricas. Essas diversidades se dão através de ampliações e reparos que essas edificações passaram em sua cronologia, apresentando variedades de avarias.
O mapa de danos consiste no levantamento criterioso sobre patologia da construção, ou seja, todos os danos encontrados na edificação e identificados graficamente por meio de simbologia, ressaltando seus diversos níveis de degradação. Este levantamento gráfico e fotográfico é apresentado em plantas e elevações.
Mapa de danos é um material ilustrativo contendo as informações necessárias para embasar os trabalhos de intervenção e consolidação em projetos de Conservação e Restauro, sendo o seu conteúdo formado pela superposição de elementos gráficos, hachuras, fotografias, índices, cores, letras e legenda e pelas informações sobre materiais, danos ou patologias. Com finalidade de representação gráfica do levantamento de todos os danos existentes e identificados na edificação, relacionando-os aos seus agentes e causas. São considerados danos todos os tipos de lesões e perdas materiais e estruturais, tais como: fissuras, degradações por umidade e ataque de xilófagos, abatimentos, deformações, destacamento de argamassas, corrosão e outros
Fontes:
- COSTA,Luis Gustavo Artigo:Geração de Ortofotos para mapeamento de Danos, UFBA, 2008
- MASCARENHAS, Alexandre.Cadernos Oficios 7: Obras de conservação, Ouro Preto: FAOP, 2008.